# 多鱗真小鯉
多鱗真小鯉（學名：Cyprinella lepida）為輻鰭魚綱鯉形目雅羅魚科真小鯉屬的其中一種，被IUCN列為瀕危保育類動物，分布於北美洲美國德克薩斯州愛德華高原的努埃塞斯河上游流域，體長可達7.5公分，棲息在岩石底質的小溪底中層水域，生活習性不明。

## 扩展阅读
維基物種上的相關：多鱗真小鯉